# Пульвер Лев Михайлович
Пульвер Лев Михайлович — російський композитор, скрипаль, диригент. Народний артист Росії (1939).
Народ. 18 грудня 1883 р. у Верхньодніпровську Дніпропетровської області Помер 8 березня 1970 р. в Москві.
В 1898—1901 року був скрипалем у трупі Марка Кропивницького.
Закінчив Петербурзьку консерваторію (1908). Виступав як скрипаль.
Автор музики до багатьох спектаклів, кінофільмів, зокрема до української стрічки «Остання ніч» (1935).